# 日宝興業
日宝興業株式会社（にっぽうこうぎょう / NIPPO KOGYO.CO.,LTD.）は、日本興亜グループの株式会社。通称、日宝興業。平成22年6月に日宝株式会社に社名を変更し、同年11月に右記の所在地より移転した。

## 主な業務内容
- 日用雑貨、事務用品の販売
- 車検及び自動車購入に関わる取次・斡旋業
- 旅行斡旋業
- 不動産の賃貸・管理・仲介業
- 生命保険代理業